# Veterinärzäune im südlichen Afrika

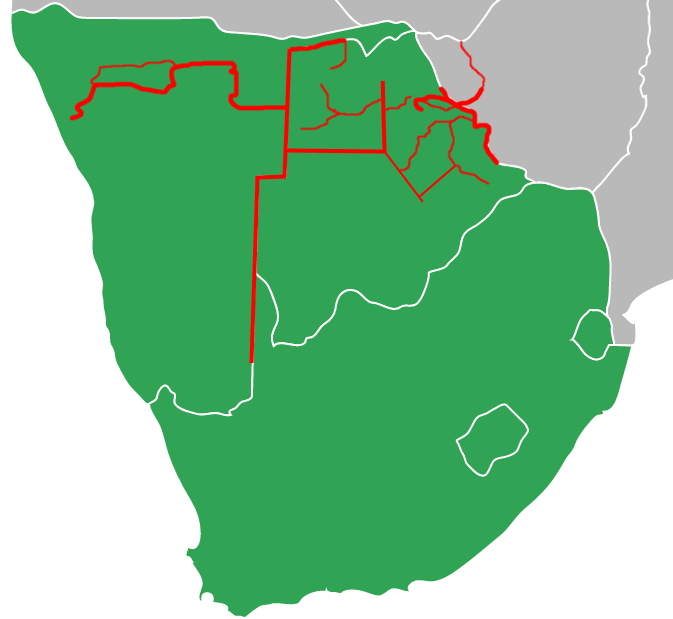
Schematische Darstellung der Veterinärzäune im südlichen Afrika

Veterinärzäune im südlichen Afrika sind Zäune, die zur Trennung von Nutztieren, die von Krankheiten frei sind und solchen, die nicht von Krankheiten frei sind, eingerichtet wurden. Sie sind vor allem in Namibia und Botswana, aber auch Simbabwe zu finden und werden umgangssprachlich als „rote Linie“ bezeichnet. Im Allgemeinen ist der Transport von Fleisch und anderen tierischen Produkten über diese Zäune in die krankheitsfreien Gebiete verboten.

## Namibia

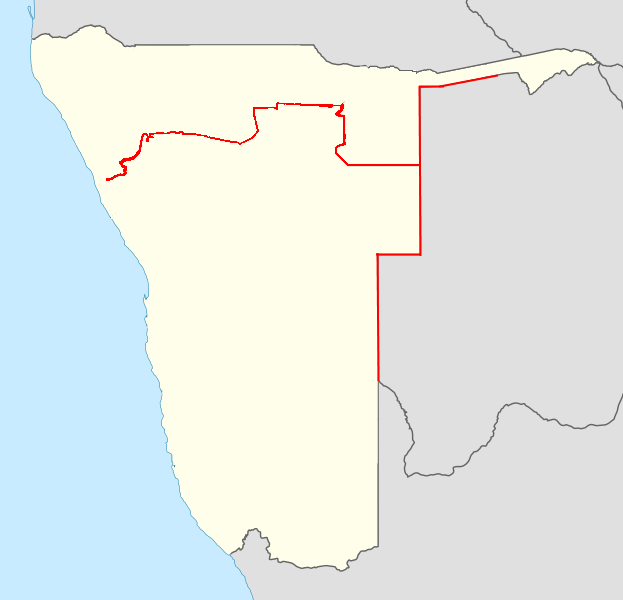
Verlauf der Veterinärzäune 2018 in Namibia

Verlauf der „Roten Linie“ durch Südwestafrika 1966

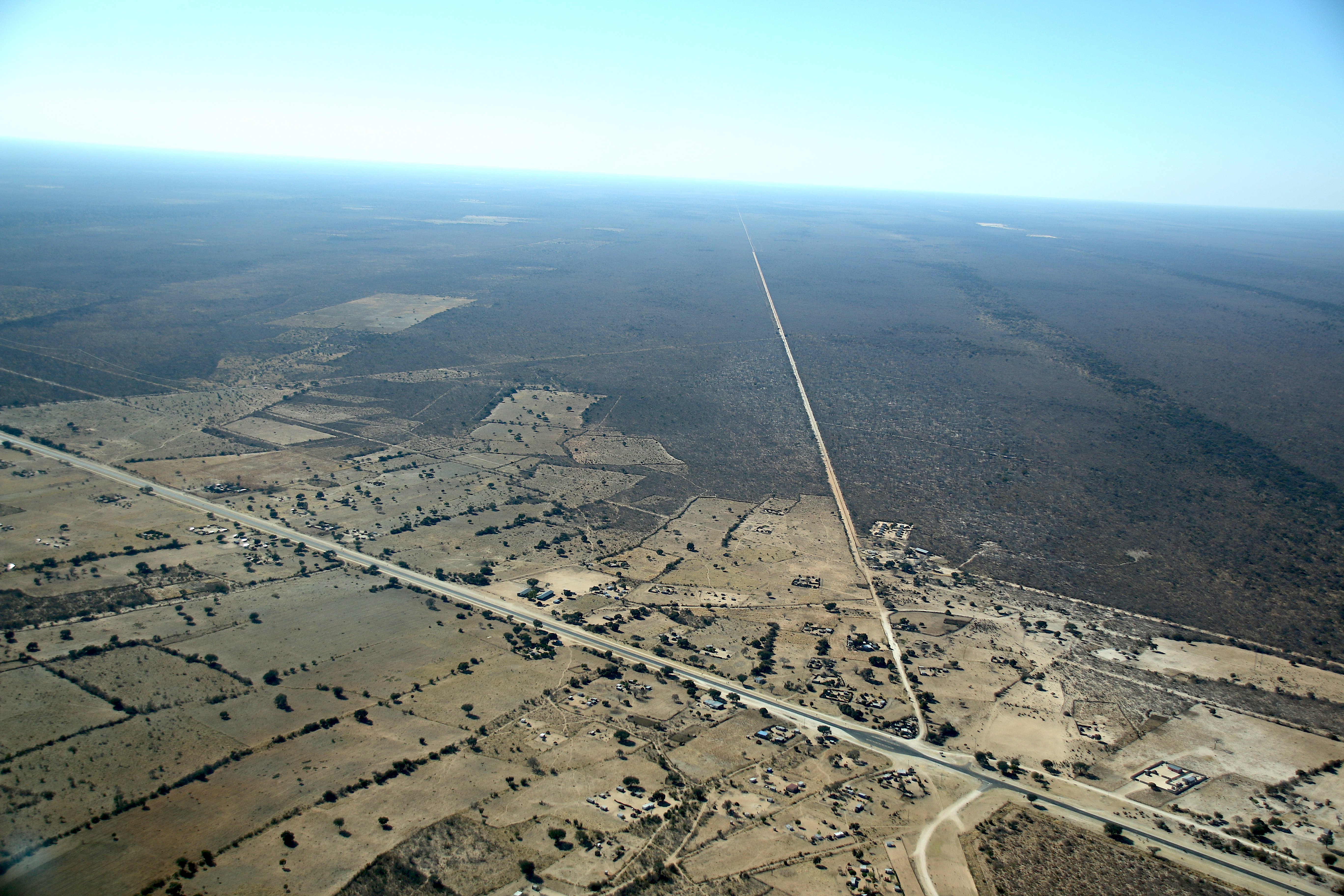
Der Veterinärzaun überquert die Nationalstraße B8 (2018)

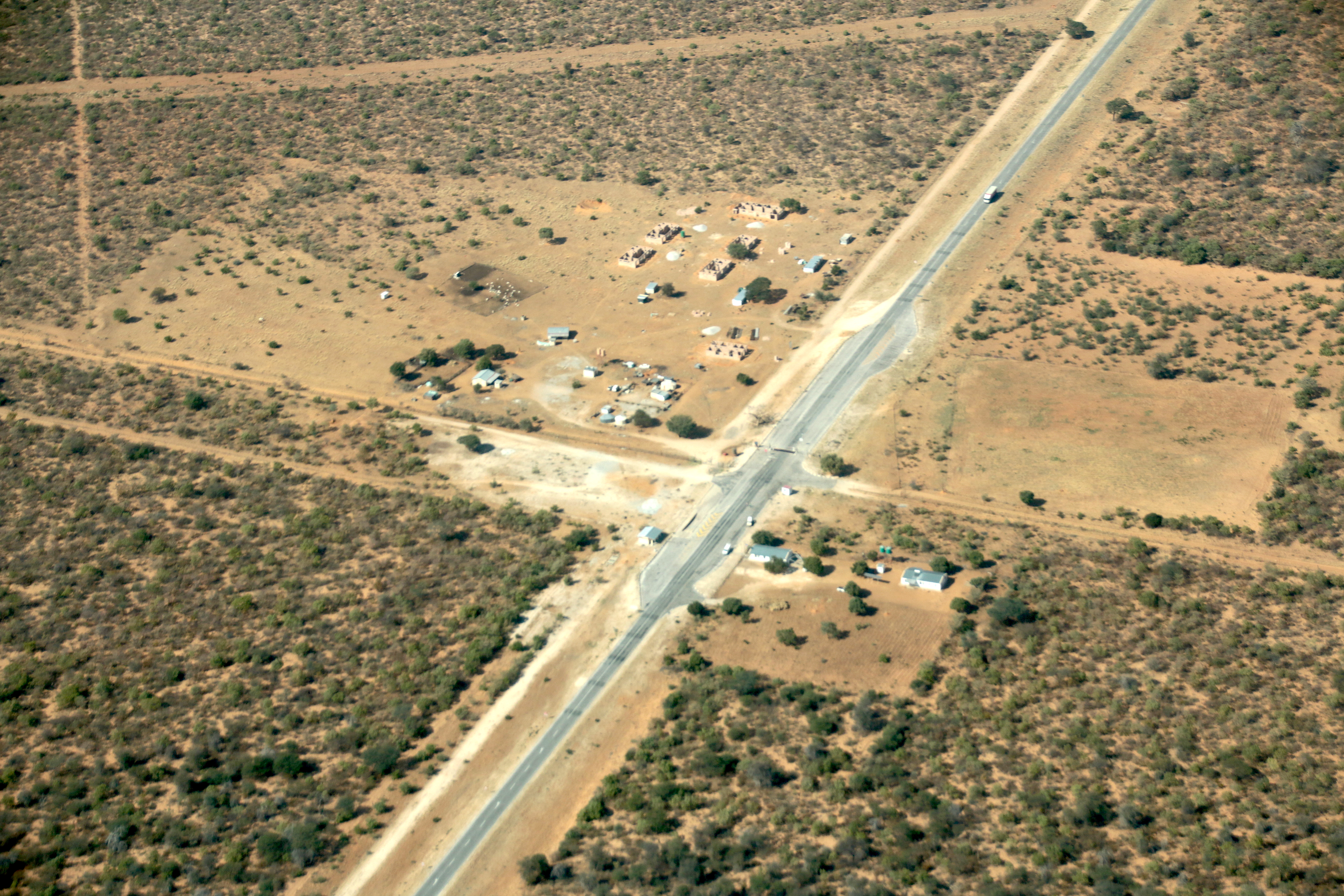
Distriktstraße D3600 und Kontrollpunkt am Veterinärzaun Namibia (2019)
Blick Richtung Süden

Als Vorgänger konnten die Zäune der Anfang des 20. Jahrhunderts eingerichteten „Police Zone“ (Polizeizone) angesehen werden, die jedoch eine Kontrolle von Personen vorsahen.

### Rote Linie
Der Zaun verläuft von der Küste im Westen nach Osten bis an die Grenze zu Botswana und entlang dieser. Er wurde kurz nach einem Ausbruch der Rinderpest im Jahr 1897 angedacht, Mitte der 1960er Jahre endgültig errichtet und besteht – in weiten Teilen – bis heute.
Er soll eine unkontrollierte Bewegung von Fleisch, Vieh und tierischen Produkten von Norden nach Süden unterbinden. 1961, als es zu einem starken Ausbruch der Maul- und Klauenseuche im Norden Namibias kam, wurde der Zaun erneut verstärkt. Bis zum Ende der Apartheid mit der Unabhängigkeit Namibias im Jahr 1990, aber auch schon in der deutschen Kolonialzeit, hatte der Zaun jedoch eine weitere Funktion: Die im Norden Namibias lebenden Stämme konnten dadurch leichter vom ansonsten „weißen“ Namibia, der Polizeizone, ferngehalten werden. So kam diese „rote Linie“ den Südafrikanern bei der Durchsetzung ihrer Homeland-Politik sehr gelegen und bis 1977 durfte kein Ovambo diese Grenze ohne Genehmigung (z. B. in Form eines Arbeitsvertrages) überqueren.
Obwohl die Übergänge am Veterinärzaun bis heute teilweise überwacht werden, findet abseits davon keine Kontrolle, geschweige denn eine Instandhaltung statt. Aus diesem Grunde ist insbesondere im westlichen Namibia kaum etwas vom Veterinärzaun übrig geblieben. Außerdem besteht zum nördlich gelegenen Angola hin nach wie vor keine „wirkliche“ Grenze, sieht man von den „natürlichen Grenzen“, also dem Kunene und dem Okavango, ab. Alle Tiere, welche nördlich des Zauns gehalten wurden und in den Süden verbracht werden, müssen heute für 21 Tage in Quarantäne, bevor sie zur Schlachtung zugelassen werden. Alle Produkte südlich des Zauns sind für den Export in die Europäische Union und andere Regionen zugelassen. 2010 wollte die namibische Regierung den gesamten Veterinärzaun abschaffen, was letztendlich aber nicht durchgeführt wurde.
Diesbezüglich wurden zuvor verschiedene Vorgehensweisen, wie u. a. eine stufenweise Verlagerung des Zaunes nach Norden bis zur angolanischen Grenze intensiv diskutiert. Jegliches Unterfangen erwies sich letztendlich aber als undurchführbar. Ein Hauptgrund dafür ist bis heute unter anderem die Tatsache, dass nach wie vor große Zahlen an Vieh die namibisch-angolanische Grenze weitgehend unkontrolliert passieren, sei es aufgrund von Weideknappheit im dicht besiedelten namibischen Norden oder zu Vermarktungszwecken. Weil im erst seit wenigen Jahren befriedeten Angola nach wie vor keine mit namibischen Bedingungen vergleichbare veterinäre Infrastruktur besteht, muss diesbezüglich weiterhin von der grenzübergreifenden Ausbreitung von Tierkrankheiten ausgegangen werden.

Heute (Stand 2008) werden nördlich des Zaunes bereits mehr als eine Million Rinder gehalten, welche ohne vorherige Quarantäne nicht formell vermarktet werden dürfen und deshalb vor allem an Ort und Stelle in Nordnamibia zur Fleischgewinnung genutzt werden.
Der Veterinärzaun trennt auch die zwei unterschiedlichen Agrarnutzungssysteme Namibias ab. Südlich des Zauns liegen vor allem private kommerzielle Farmen, die vermessen und im Grundbuch Namibias als Privateigentum registriert sind. Hier gibt es zudem auch kommunales Farmland. Nördlich des Veterinärzaunes befinden sich die traditionellen Kommunalgebiete, die im öffentlichen Eigentum stehen. Auf der Basis des Communal Land Reform Act, 2002, können in den Kommunalgebieten für Flächen von bis zu 50 Hektar kostenfreie Nutzungsrechte registriert werden, die den Charakter eines Nießbrauchrechts besitzen. Bei kommerzieller Nutzung (z. B. touristisch durch Lodges) können Flächen bis zu 100 ha gepachtet werden.
Seit 2018 wird intensiv über die Verschiebung des Zauns an die nördliche Landesgrenze nach Angola diskutiert. Im Mai 2021 reichte der Windhoeker Bürgermeister Job Amupanda Klage gegen Die Regierung vor dem Obergericht ein. Er fordert die umgehende Abschaffung des Zauns, da dieser der Verfassung widerspräche und ein rein kolonialistisches Gedankengut sei. Mit Stand November 2022 ist noch keine gerichtliche Entscheidung gefällt worden.
Im September 2024 wurde der Abriss in Aussicht gestellt.

### Weitere Zäune
Neben dem Nord-Süd-trennenden Zaun bestehen weitere Veterinärzäune, insbesondere als Grenzzaun ins östlich benachbarte Botswana.

## Botswana

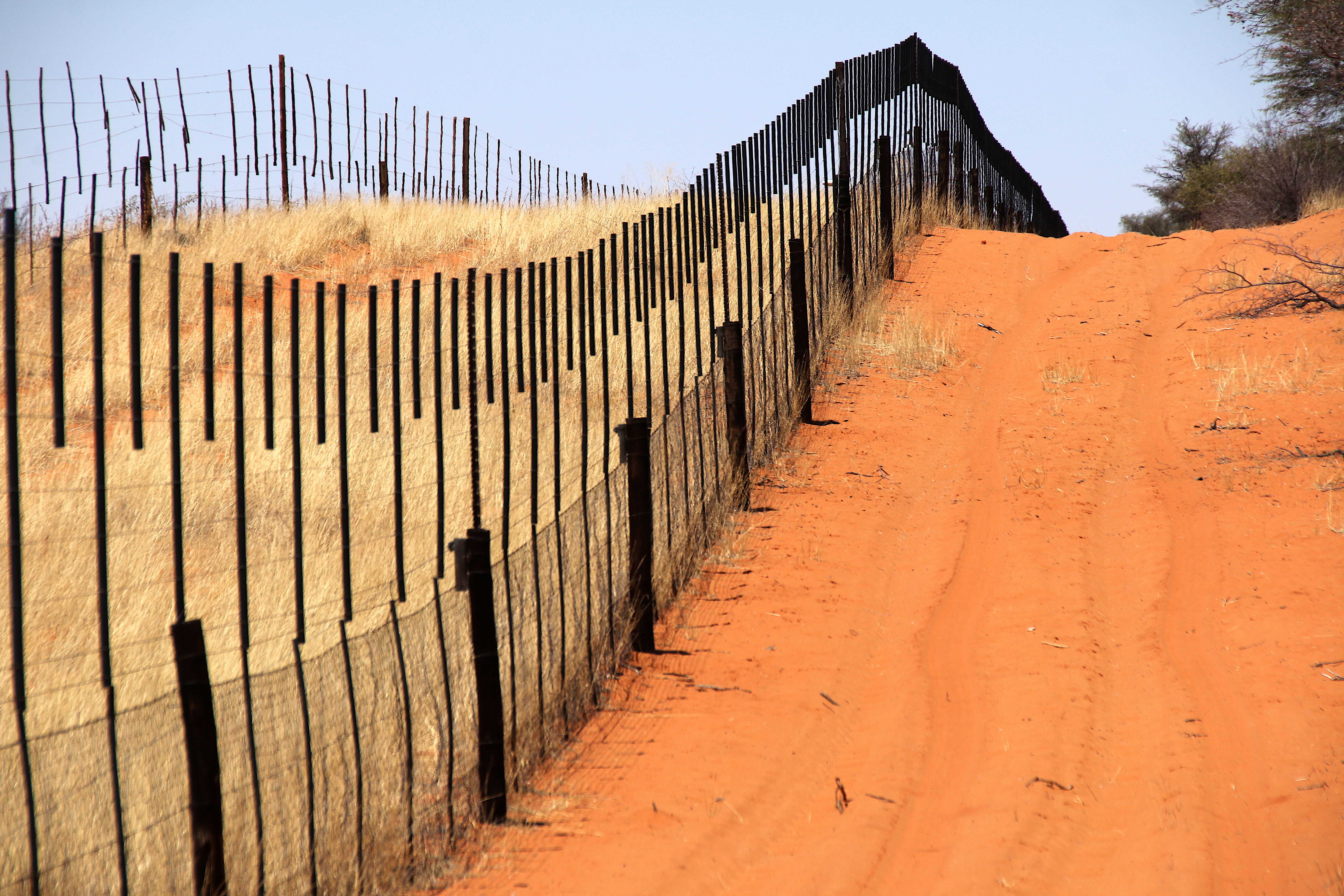
Links der Grenzzaun zwischen Namibia und Botswana
Rechts der Farmzaun des angrenzenden namibischen Farmers
Blick Richtung Süden (2018)

In Botswana bestehen zahlreiche Veterinärzäune, wobei das gesamte Land durch Veterinärzäune in sogenannte Kontrollzonen aufgeteilt ist. So soll ein Übergriff von wirtschaftlich bedeutenden Tierkrankheiten auf das gesamte Land von vornherein unmöglich gemacht werden. Trotzdem konzentrieren sich die meisten Veterinärzäune aber nach wie vor im Norden des Landes, wo das Risiko eines Ausbruchs der Maul- und Klauenseuche als am größten betrachtet wird, da es dort eine große, natürlich vorkommende Büffelpopulation gibt, welche ein Langzeitträger des Erregers ist, ohne selbst daran zu erkranken. Entlang der Landesgrenze mit Namibia existiert zudem in Nord-Süd-Richtung ein Veterinär- und Grenzzaun. Der wohl längste Veterinärzaun Botswanas ist der sogenannte Buffalo Fence (dt. Büffelzaun), welcher das Land südlich des Okavango-Deltas von Westen nach Osten durchzieht.
Der Makgadikgadi-Boteti-Zaun ist einer der neuesten Veterinärzäune in Botswana. Als der Boteti River, welcher bisher als eine natürliche Grenze den Kontakt von Nutzvieh und Wild unterbunden hatte, in den frühen 1990er Jahren auszutrocknen begann, entschloss man sich, zur Aufrechterhaltung dieser bisherigen Grenze in der Mitte des ausgetrockneten Flussbettes einen Veterinärzaun zu errichten. Auf diese Weise wurden einerseits für Nutzvieh zugängliche Wasserlöcher geschaffen und andererseits Wasserquellen für das Wild aufrechterhalten. Generell wird in Botswana sehr streng kontrolliert und Vergehen werden bestraft. Der Ausbruch der Maul- und Klauenseuche ist ein häufig auftretendes Problem in Botswana. So kam es dort 1934, 1945, 1961 und 1964 zu Ausbrüchen der Maul- und Klauenseuche, welche jeweils auf Namibia übergriffen und von welchen die Epidemie des Jahres 1961 den mit Abstand größten wirtschaftlichen Schaden anrichtete. Außerdem kam es in Botswana in den Jahren 1932 und 1937 jeweils zu schweren Ausbrüchen der  Lungenseuche bei Rindern, welche ebenfalls jedes Mal auf namibisches Gebiet übergriffen.

## Simbabwe
Die Grenze zwischen Botswana und Simbabwe ist gleichzeitig ein Veterinärzaun. Simbabwe selbst ist durch insgesamt rund 4500 km Zaun zur Kontrolle von Tierkrankheiten in vier Zonen aufgeteilt: Die „infizierten Zonen“ entsprechen dabei den Nationalparks, in welchen sinngemäß viele Wildtiere und damit potentielle Krankheitsüberträger vorkommen. Die „Impfungszonen“, in denen landwirtschaftliche Nutztiere gegen die potentiell durch Wildtiere übertragbaren Krankheiten geimpft werden, grenzen unmittelbar an diese „infizierten Zonen“ an. An die „Impfungszonen“ grenzen die sogenannten „Pufferzonen“ an, welche wiederum die „Export-Zonen“ umfassen, innerhalb welcher tierische Produkte für den Export nach Europa produziert werden können.